# Герб Акланска
Герб бывшего города Акланска Иркутского наместничества полуострова Камчатка.

## Описание герба
«Въ верхней части щита герб Иркутскій. Въ нижней части, въ золотомъ поле, стоящій медведъ, в знакъ того, что въ округе сего города много ихъ находится».

## История герба
Акланск — упразднённый город на полуострове Камчатке на реке Хаяхле (Аклан или Оклан), впадающей в Пенжину.
Акланский острог (Акланск, Пенжинское зимовье) был основан в 1679 году для закрепления позиций России на освоенных территориях и для сбора ясака (налога пушниной).
В 1783 году указом императрицы Екатерины II Акланск был возведён в статус уездного города Иркутского наместничества.
26 октября 1790 года вместе с другими гербами Иркутского наместничества был Высочайше утверждён указом Императрицы Екатерины II герб Акланска.. В верхней части утверждённых гербов размещался герб Иркутска, который имел следующее описание «В серебряном поле щита бегущий тигр, а в роту у него соболь. Сей герб старый».
В 1804 году в связи с изменением административно территориального деления город Акланск был упразднён и население его покинуло.
В 1936 году на месте бывшего города Акланск было образовано село Оклан, входящее в Пенжинский район Корякского автономного округа. На 2006 год посёлок Оклан имел 82 жителя.